# Honey don't
Honey don't is een rockabillynummer dat in 1955 is geschreven en opgenomen door de Amerikaanse zanger Carl Perkins. Het nummer kwam op 1 januari 1956 uit als de achterkant van Blue suede shoes. Zowel de voorkant als de achterkant is daarna opgenomen door tal van andere artiesten.  De Britse groep The Beatles nam Honey don’t in 1964 op voor zijn album Beatles for Sale.
De zanger verwijt zijn vriendin dat ze doet of ze van hem houdt, terwijl dat niet zo is.

## Versie van Carl Perkins
Carl Perkins nam het nummer op 19 december 1955, dezelfde dag als Blue suede shoes, op met zijn gebruikelijke begeleiders:
- Jay Perkins, akoestische gitaar, achtergrondzang
- Clayton Perkins, contrabas
- W. S. ‘Fluke’ Holland, drums

Jay en Clayton waren Carls broers.
Op 1 januari 1956 kwam Honey don’t uit als B-kant van Blue suede shoes. De plaat werd een millionseller en scoorde hoog bij de liefhebbers van countrymuziek (een eerste plaats in de toenmalige countryhitparade) én de liefhebbers van rhythm-and-blues (een tweede plaats in de r&b-hitparade). In de Billboard Top 100, de algemene hitparade, kwam de plaat tot een vierde plaats. Het was ook Perkins’ eerste hit in het Verenigd Koninkrijk (10 in de UK Singles Chart).
Hoewel Blue suede shoes de grote hit was, kreeg ook Honey don’t de nodige aandacht, gezien het grote aantal covers.
In 1957 verschenen Honey don’t en Blue suede shoes allebei op Perkins' debuutalbum Dance album of Carl Perkins.

## Versie van The Beatles
The Beatles waren grote bewonderaars van Carl Perkins. In 1964 namen ze drie van  zijn nummers in de studio op: naast Honey don’t ook Everybody's trying to be my baby, allebei voor het album Beatles for Sale, en Matchbox voor de ep Long tall Sally.
Daarnaast brachten ze veel van zijn nummers bij optredens. Honey don’t stond al in 1962 op hun repertoire. Een live-opname van 1 augustus 1963 met John Lennon als zanger staat op Live at the BBC.
Toen The Beatles Honey don’t opnamen voor Beatles for Sale, trad de drummer Ringo Starr als zanger op. Hij keek er achteraf als volgt op terug:
‘We all knew Honey Don’t; it was one of those songs that every band in Liverpool played. I used to love country music and country rock. I'd had my own show with Rory Storm, when I would do five or six numbers. So singing and performing wasn't new to me; it was a case of finding vehicles for me with The Beatles. That's why we did it on Beatles for Sale. It was comfortable. And I was finally getting one track on a record: my little featured spot.’
‘We kenden Honey don’t allemaal; het was een van die liedjes die iedere groep in Liverpool speelde. Ik hield vroeger veel van countrymuziek en countryrock. Bij Rory Storm had ik mijn eigen show, toen ik vijf of zes nummers bracht. Dus zingen en voor een zaal staan was niet nieuw voor mij; bij The Beatles was het een kwestie van geschikt materiaal vinden. Daarom deden we dit op Beatles for Sale. Ik voelde me er comfortabel bij. En eindelijk kreeg ik op iedere plaat mijn eigen liedje, mijn eigen plaatsje in de schijnwerpers.’
Ringo Starr in The Beatles Anthology, Chronicle Books, San Francisco, 2000, blz. 160.
Voor de opname van het nummer waren vijf ‘takes’ nodig, waarvan de laatste de beste was. De bezetting was:
- Ringo Starr, zang, drums, tamboerijn
- George Harrison, sologitaar
- John Lennon, akoestische gitaar als slaggitaar
- Paul McCartney, basgitaar

In de Verenigde Staten kwam in plaats van Beatles for Sale het album Beatles '65 uit, waarop Honey don’t ook stond.

## Andere covers
- Carl Perkins & Friends, een gelegenheidsformatie met onder anderen Carl Perkins, Ringo Starr, George Harrison en Eric Clapton, nam het nummer op voor het  album Blue suede shoes: A rockabilly session uit 1985.[5]
- Johnny Hallyday zong Honey don’t en Blue suede shoes als duet samen met Carl Perkins voor zijn album Spécial enfants du rock uit 1984.[6]
- Ronnie Hawkins nam het nummer in 1960 op voor zijn album Mr. Dynamo.[7]
- De Brabantse band Highway bracht het nummer in 1980 op single uit. Het werd geen hit.[8]
- Wanda Jackson zette het nummer op haar album Two sides of Wanda uit 1964.[9]
- Johnny Rivers nam het nummer op voor zijn album The Memphis Sun recordings uit 1978.[10] Het nummer staat ook op het dubbelalbum Secret agent man – The ultimate Johnny Rivers anthology 1964-2006 uit 2006.[11]
- Lee Rocker zette het nummer op zijn album Night train to Memphis uit 2012.[12]
- Shakin' Stevens and The Sunsets namen het nummer op voor hun album I'm no J.D. uit 1971.[13]
- Er bestaat een versie van Ringo Starr met zijn All-Starr Band: op het livealbum Ringo Starr and his All-Starr Band... uit 1990.[14] Ringo zong het ook tijdens het Concert for George ter herinnering aan George Harrison op 29 november 2002. Hij werd begeleid door Albert Lee op gitaar, Gary Brooker op piano en Billy Preston op hammondorgel.
- T. Rex nam het nummer op in 1971, maar het kwam pas in 1996 uit op het album Electric Warrior Sessions.[15]